# 若望一世 (德勒)
若望一世（1215年—1249年），德勒伯爵，羅貝爾三世之子，1234年至1249年在位。

## 家庭
1240年，若望一世與阿沙姆伯八世·德·波旁的女兒瑪麗結婚，兩人共有1子1女：
1. 羅貝爾四世（英语：Robert IV, Count of Dreux）（1241年—1282年）
2. 約蘭德（1243年—1313年）